# David Seidler
David Seidler, född 4 augusti 1937 i London, död 16 mars 2024 på Nya Zeeland, var en brittisk-amerikansk pjäs- och manusförfattare. Han är främst känd för att ha skrivit manuset till filmen The King's Speech. Han belönades 2011 med en Oscar i kategorin Bästa originalmanus.
Seidler hade både brittiskt och amerikanskt medborgarskap.

## Biografi
Seidlers farföräldrar dog under Förintelsen. Seidler tillbringade sina första år i en övre medelklassfamilj i London. Hans far, Bernard, var pälshandlare. När familjens bostad bombades under Blitzen, flyttade de till Lingfield i Surrey. Därefter flyttade de till USA, och det var under båtresan dit som Seidler började att stamma. Seidler växte därefter upp på Long Island, New York. Seidler tror att hans stamning kan ha utlösts av det känslomässiga trauma kriget innebar. Då han blev tonåring blev han medveten om att hans stamning fick andra att känna sig obekväma, så han valde ofta att hålla tyst. Han fick olika typer av talterapi, men misslyckades. När han var 16 år blev han arg istället för att vara deprimerad och kände att han hade rätt att bli hörd.
Seidler kom till Hollywood när han var 40 år gammal, och hans första uppgift där blev att skriva manus till Tucker - en man och hans dröm som Francis Ford Coppola regisserade.  Han belönades 2011 till en Oscar i kategorin Bästa originalmanus för filmen The King's Speech. Medan han skrev manuset fick han reda på att hans egen farbror, som också stammat, hade gått hos  Lionel Logue, talpedagogen som kungen gick hos.

## Verk
- Malice in Wonderland (1985)
- Onassis: The Richest Man in the World (1988)
- Tucker - en man och hans dröm (1988)
- Goldrush: A Real Life Alaskan Adventure (1988)
- Det magiska svärdet - kampen om Camelot (1998)
- The King and I (1999)
- Come On, Get Happy: The Partridge Family Story (1999)
- Son of the Dragon (2008)
- The King's Speech (2010)